# Степанов Олег Миколайович (футболіст)
Олег Миколайович Степанов (рос. Олег Николаевич Степанов; нар. 26 травня 1966) — радянський та російський футболіст українського походження, воротар. Тренер.

## Життєпис
Народився 1966 року в Севастополі. Займатися футболом розпочинав у рідному місті, у місцевій ДЮСШ-5, звідки 1980 року перейшов до київської РСШІ. Професіональну кар'єру розпочав 1984 року в севастопольській «Чайці», за яку провів 2 матчі в другій лізі СРСР, а потім того ж року провів ще два поєдинки за саратовський «Сокіл». 1986 року ненадовго повернувся до «Чайки», де провів три матчі.
1987 року підписав контракт із тольяттинською «Ладою», де швидко став основним гравцем. У складі «Лади» відіграв 4 сезони у другій лізі СРСР (D3) та один сезон (1990) у другій нижчій лізі (D4). Після розпаду СРСР продовжував грати за «Ладу» вже у першій лізі Росії та в 1993 році разом із командою став переможцем зони «Центр», що дало право участі у перехідному турнірі за вихід до вищої ліги. У перехідному турнірі Степанов взяв участь у всіх п'яти матчах і посів з «Ладою» друге місце, досягнувши таким чином виходу до вищої ліги, проте наступного сезону жодного матчу у вищій лізі не зіграв. У 1995 році гравець перейшов до «Лади» з Димитровграда, де виступав аж до завершення кар'єри у 2000 році. У сезонах 1995 та 1996 років команда виступала у другій лізі, потім з 1997 по 1999 рік у першій лізі та в 2000 році — знову у другій.
Після закінчення кар'єри гравця перейшов на тренерську роботу. Спочатку працював тренером у тольяттинській Академії футболу. З 2010 року і щонайменше до 2016 року — тренер воротарів у молодіжній команді пермського «Амкара». У лютому 2020 року призначений старшим тренером клубу ПФЛ «Лада» (Димитровград).

## Досягнення
«Лада» (Тольятті)
- Перша ліга ПФЛ
  -  Чемпіон (1): 1993 (зона «Центр»)

«Лада» (Димитровград)
- Друга ліга ПФЛ
  -  Чемпіон (1): 1996 (зона «Центр»)